# ベロニカは死ぬことにした
『ベロニカは死ぬことにした』（ポルトガル語原題：Veronika Decide Morrer）は、パウロ・コエーリョの小説。1998年に出版された。
ベロニカの変化を追いながら、生きることについての思索を小説として問いかけた作品である。

## あらすじ
スロベニア共和国リュブリャナ在住の24歳の女性ベロニカは、若さも仕事も愛もすべてを手にしていた。しかし、何の変哲もない日々の繰り返しに疲れ、1997年11月、薬物の多量摂取による自殺を図る。一命を取り留めたベロニカは、意識を取り戻したとき、精神病院にいた。ベロニカは、自殺未遂の後遺症から余命はほとんどないと告げられる。彼女は、残り少ない日々を「狂人」の中で過ごすことになった。しかし、それぞれ別の事情で入院しているゼドカ、マリー、エドアードと接するうちに、ベロニカにも変化が現れる。

## 主な登場人物
- ベロニカ
- ゼドカ
- マリー
- エドアード
- イゴール博士

## 本作を基にした作品

### 映画
- ベロニカは死ぬことにした - 2006年公開、日本映画、真木よう子主演
- ベロニカは死ぬことにした - 2009年公開、アメリカ映画、サラ・ミシェル・ゲラー主演

### 音楽
- Saint Veronika - 2010年、ビリー・タレント（カナダ）

### 舞台
- ベロニカは死ぬことにした - 2012年、六本木・俳優座劇場、西条美咲主演、西浦正記演出

## 日本語訳
- ベロニカは死ぬことにした（角川書店、訳：江口研一）
文庫化にあたり、ハードカバー版から改稿している。